# ハロウエルアマガエル
ハロウエルアマガエル（Hyla hallowellii）は、両生綱無尾目アマガエル科ヨーロッパアマガエル属に分類されるカエル。和名、学名とも、日本の両生類、爬虫類を研究したエドワード・ハロウエルに献名されたもの。

## 分布
日本固有種で、奄美大島から沖縄島北部、西表島の一部に分布する。

## 形態
体長が3から4センチメートルほどでニホンアマガエルに似るが、後肢がより長く水掻きもより発達し、全体的に細身で華奢である。また、鼻先から目、耳にかけての黒い帯状の模様は不明瞭であるほか、手足の腹側などが橙色を帯びる点でも異なる。ニホンアマガエルのような激しい体色の変化やそれに伴う暗色班もなく、全体的に緑一色の濃淡が変化する程度である。上記のようにニホンアマガエルに近似するが、実際は分布域が異なるために区別は容易である。
分布域の重なる種ではオキナワアオガエルやアマミアオガエルにも類似するが、鼻先が平らにならないことや鼻先から目、耳にかけての黒い帯状の模様が在ることなどから、区別は比較的容易である。

## 生態
生態的にもニホンアマガエルに準ずる点が多いと思われる。平地の森林、藪、畑などに生息し、山地には生息しないが、樹上などニホンアマガエルよりも多少高いところを好むとされる。
繁殖は3月から6月にかけて行われ、水田などの止水域で卵塊を複数の場所に1個ずつ産みつける。その後、オタマジャクシは夏頃までに40ミリメートルほどに成長して変態し、上陸する。
鳴声は「ギーギーギーギー…」と表現される。連続して鳴き、ニホンアマガエルと同様に雨鳴きも行う。

## Status
LEAST CONCERN (IUCN Red List Ver. 3.1 (2001))